# Пелагическая икра
Пелагическая икра (от греч. πέλαγος — море) — икра, которая плавает на поверхности или в толще воды — пелагической зоне — и развивается в мальков там же. Формирует ихтиопланктон (наряду с пелагическими личинками, а также молодью рыб и взрослыми рыбами, которые не способны противостоять течениям и постоянно обитают в пелагиали).
Плавающая икра, в отличие от донной икры — которая опускается на дно и там развивается, — в определённой степени затрудняет формирование у рыб заботы о потомстве. Кроме того, на размножение рыб, выметывающих пелагическую икру, в большей степени влияет солёность. Зато пелагическая икра позволяет захватывать широкие ареалы.
Истинно пелагическая икра свойственна морским рыбам и редко встречается у пресноводных рыб (в частности, её метают килька и треска); существует также так называемый полупелагофил — условно пелагическая икра, которая прикрепляется к подводным макрофитам или к неподвижному субстрату. Такова, например, икра корюшковых и салаки.